# Fathers 4 Justice
Fathers 4 Justice (o F4J ) è un'organizzazione per i diritti dei padri nel Regno Unito. Fondata nel 2001, il gruppo mira a ottenere sostegno pubblico e parlamentare per i cambiamenti nella legislazione del Regno Unito sui diritti dei padri, principalmente ricorrendo a flash mob e proteste, a volte condotte in costume.
Gli ex membri di F4J, che non sono d'accordo con la leadership di Matt O'Connor, hanno formato il gruppo New Fathers 4 Justice, nel 2008.

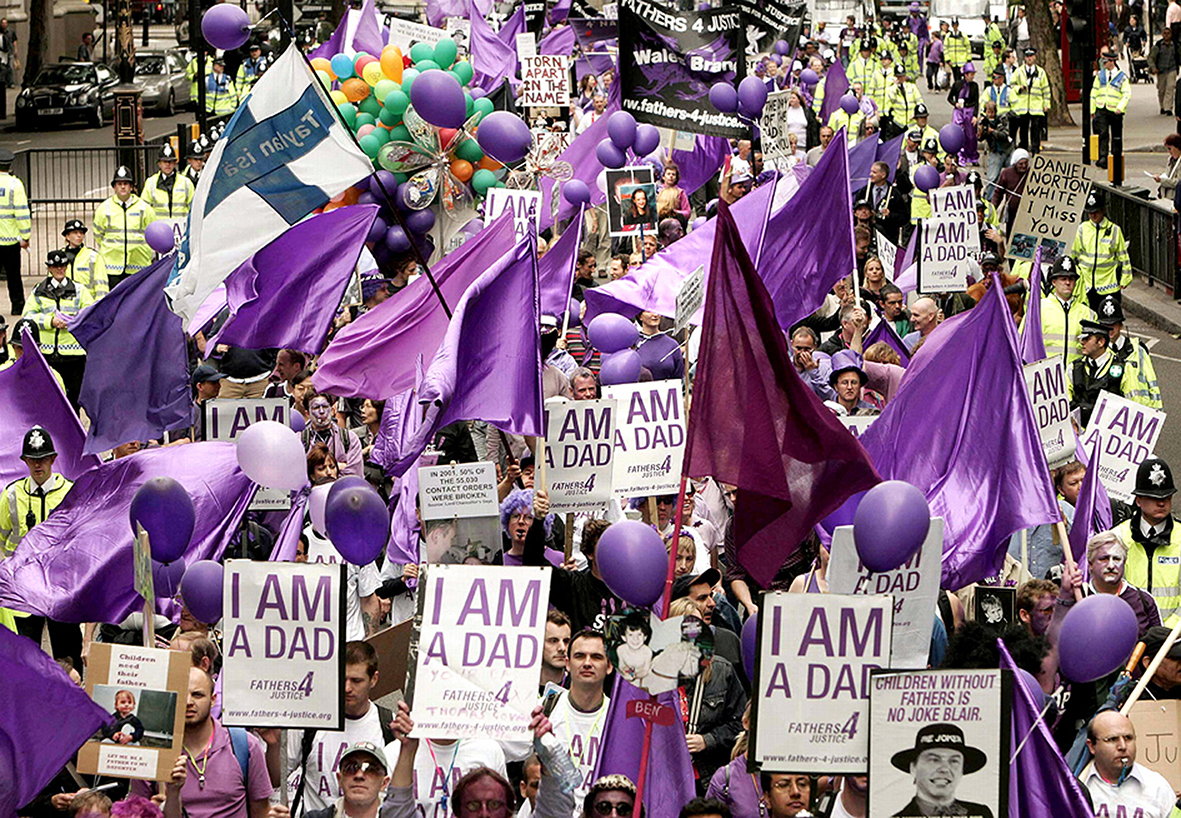
Fathers 4 Justice, Day of the Dad Demonstration, Londra, Festa del papà, 2004

## Storia
Fathers 4 Justice è stata fondata nel Regno Unito da Matt O'Connor, un consulente di marketing.
È l'unico azionista e direttore della Fathers For Justice Ltd.
L'obiettivo dichiarato di Fathers for Justice è quello di sostenere le cause della parità genitoriale, della riforma del diritto di famiglia e della parità di contatto per i genitori divorziati con figli. È nota soprattutto per le sue tecniche di campagna di protesta, con partecipanti spesso vestiti da supereroi dei fumetti e che salgono frequentemente su edifici pubblici, ponti e monumenti.
Le azioni più clamorose includono sostenitori che sono entrati con la forza nei tribunali vestiti con abiti di Babbo Natale ammanettando il ministro della famiglia britannico e un componente del gruppo Jason Hatch che si è arrampicato su Buckingham Palace vestito da Batman.

## Attività

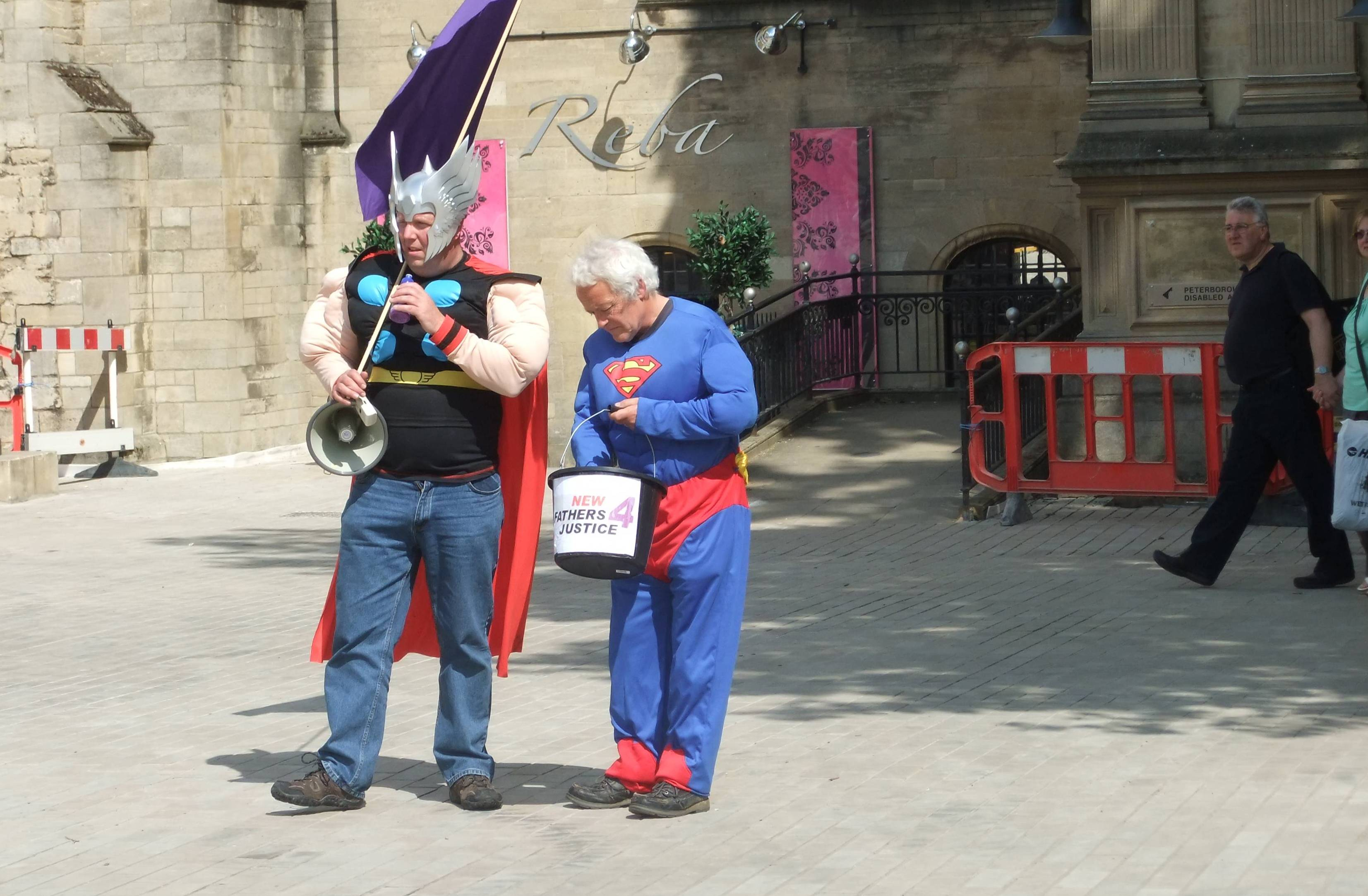
Supporter vestiti come i personaggi dei fumetti Thor e Superman - Peterborough, giugno 2010

Il 17 dicembre 2002, O'Connor e un piccolo gruppo di sostenitori hanno organizzato la loro prima protesta prendendo d'assalto il Lord Chancellor's Department vestiti da Babbo Natale.
Nel gennaio 2003, O'Connor ha fondato ufficialmente Fathers 4 Justice. Il gruppo iniziò a prendere di mira le case dei giudici e degli avvocati dei tribunali del diritto di famiglia con delle proteste.
Il 21 ottobre 2003, gli attivisti Eddie "Goldtooth" Gorecki e Jonathan "Jolly" Stanesby hanno scalato la Royal Courts of Justice, vestiti rispettivamente da Batman e Robin .
Il giorno seguente, i componenti del gruppo hanno protestato per Londra con un carro armato militare a sostegno di Goreckwi e Stanesby. Nove giorni dopo, David Chick si è arrampicato su una gru di 37 m vicino al Tower Bridge, Londra, vestito da Spider-Man. La Metropolitan Police Service istituì un cordone attorno all'area che interruppe il traffico attraverso parte di East London per diversi giorni. Chick è stato successivamente assolto dalle accuse penali e ha pubblicato un'autobiografia nel febbraio 2006. La mattina del 22 dicembre 2003, quattro attivisti - Eddie Gorecki, Jolly Stanesby, Michael Sadeh e Steve Battlershill - si vestirono da Babbo Natale e salirono sul Tower Bridge a Londra. Appesero uno striscione chiedendo le dimissioni del Minister of Children, Margaret Hodge, che ritenevano responsabile delle disparità nel diritto di famiglia britannico. I quattro furono accusati di associazione per delinquere, ma l'accusa fu ritirata all'inizio del processo un anno dopo.
Nel 2004, Stanesby effettuò un "arresto del cittadino" della Hodge durante una conferenza, ammanettandola e dichiarando: "Margaret Hodge, ti sto arrestando per aver nascosto casi di abuso sui minori".
Sia Stanseby che Jason Hatch furono in seguito assolti da una giuria dalle accuse di falso imprigionamento.
Il 19 maggio 2004, due membri del gruppo lanciarono bombe di farina viola a Tony Blair alla Camera dei Comuni.
Accusato di reati contro l'ordine pubblico, l'attivista Guy Harrison fu multato di 600 sterline, e Ron Davis ricevette una condanna condizionale.
A seguito dell'incidente della Camera dei Comuni, il Times scrisse che il gruppo "è riuscito a diventare il gruppo di guerriglia più importante in Gran Bretagna... entro diciotto mesi dalla sua fondazione".
Nel settembre 2004, il componente Jason Hatch scalò le mura di Buckingham Palace vestito da Batman. Tutte le accuse relative alla sua protesta sono state successivamente ritirate.
Sempre a settembre, David Chick ha scalato il London Eye, costringendo l'attrazione a chiudersi. È stato giudicato non colpevole dell'accusa di interruzione di pubblico servizio.
Nel maggio 2005, gli attivisti vestiti da supereroi hanno protestato in cima al Crucible Theatre di Sheffield durante il World Snooker Championship.
Cinque anni dopo, gli attivisti hanno interrotto un'intervista con Steve Davis, facendo tagliare la BBC a un segmento video preregistrato.
Il manifestante Ray Barry ha scalato la chiesa a Wolverhampton nel giorno della festa del papà nel 2005.
Fu assolto dall'accusa di un reato di ordine pubblico, e poi ripeté la protesta il giorno di Natale .
Il 27 settembre 2005, il manifestante Guy Harrison ha scalato il Palazzo di Westminster svelando uno striscione che recitava "A Blair importa? Per amor di Fawkes, cambia il diritto di famiglia".
Una giuria lo ha assolto dall'accusa di aver commesso un reato di disturbo pubblico.
Nel novembre 2005, il gruppo ricevette pubblicità negativa quando il programma della ITV in prima serata Tonight With Trevor McDonald espose alcuni dei suoi membri come violenti.
Tuttavia, sono state avanzate contestazioni secondo cui queste persone non sono mai state membri in primo luogo e che per il fatto che il programma non diede diritto di replica.
Alcuni membri furono espulsi, ma l'organizzazione difese la sua posizione e attaccò il documentario.
Il 23 novembre 2005, Fathers 4 Justice ha concluso la sua tregua con il Servizio di consulenza e assistenza del tribunale per l'infanzia e la famiglia (CAFCASS) e l'Agenzia di sostegno all'infanzia (CPS), chiedendo un'indagine pubblica sul diritto di famiglia.
Nel gennaio 2006, il quotidiano britannico The Sun ha pubblicato una storia in cui affermava che i membri di F4J avevano in programma di rapire Leo Blair, il giovane figlio dell'ex primo ministro Tony Blair "per alcune ore come gesto simbolico".
La polizia ha dichiarato di essere a conoscenza di un tale piano, ma ha aggiunto che probabilmente non era mai andato oltre la "fase delle chiacchiere".
Downing Street rifiutò di confermare o negare l'esistenza di tale piano in quanto non commenta questioni riguardanti i figli del primo ministro.
Il fondatore O'Connor condannò il presunto complotto e minacciò di chiudere il gruppo. In pochi giorni, Fathers 4 Justice venne sciolto.
Il gruppo si è riformato nel maggio dello stesso anno e ha protestato durante lo spettacolo della lotteria della BBC The National Lottery: Jet Set .
Lo spettacolo è stato messo fuori onda per diversi minuti dopo che sei manifestanti di Fathers 4 Justice sono apparsi sul palco dal pubblico mostrando manifesti.
Furono presto allontanati dallo studio e le estrazioni della lotteria furono terminate in fretta per iniziare la copertura dell'Eurovision Song Contest del 2006.
Un portavoce del gruppo ha dichiarato in seguito che l'incidente ha segnato un "drammatico ritorno" di Fathers 4 Justice.
Nel marzo 2006, il membro e avvocato F4J Michael Cox è stato incarcerato per essersi rifiutato di pagare i soldi che doveva all'agenzia di sostegno all'infanzia.
Cox disse a un'udienza a Southampton che si rifiutava di pagare per principio, poiché aveva la custodia congiunta dei suoi figli, e la sua ex moglie scrisse alla corte per sostenerlo.
L'8 giugno 2008, due padri di Fathers 4 Justice sono saliti sul tetto della casa del vice leader del Partito laburista Harriet Harman indossando costumi in stile supereroe chiamandosi "Capitano Conception" e "Cash Gordon".
Uno dei due, Mark Harris, ha detto che voleva che i padri avessero gli stessi diritti dei nuovi partner delle madri dei loro figli.
Ha anche detto che non sarebbero scesi se Harman non avesse letto il suo libro, Family Court Hell.
Harris in seguito ricevette una dimissione condizionale, mentre il suo collega Jolly Stanesby fu incarcerato per due mesi.
Nello stesso mese, il Bristol Family Court è stato evacuato dopo che un allarme antincendio è stato attivato nell'edificio durante una protesta F4J all'esterno dell'edificio.
Il 9 luglio 2008, i membri di Fathers 4 Justice Nigel Ace e Tony Ashby, questa volta in abiti Spider-Man e Batman, sono saliti sul tetto di Harman e hanno drappeggiato uno stendardo con la scritta "Stop The War On Dads".
Ace, con il costume di Spider-Man, ha chiesto riforme legali attraverso un megafono sul tetto.
Nel luglio 2011, il fondatore di F4J, Matt O'Connor, ha organizzato uno sciopero della fame appena fuori dalla casa del Primo Ministro britannico David Cameron, nell'Oxfordshire, chiedendo di onorare ciò che O'Connor ha dichiarato essere stato promesso in merito ai diritti dei nonni di vedere i propri nipoti.
Nel giugno 2013, Paul Manning incollò una foto di suo figlio di 11 anni al dipinto di Hay Cons di John Constable nel 1821, alla National Gallery di Londra.
Due settimane prima, Tim Haries aveva dipinto a spruzzo la parola "Help" su un ritratto della regina Elisabetta nell'Abbazia di Westminster.
Il fondatore del gruppo, Matt O'Connor ha annunciato che avrebbe preso di mira altre opere d'arte al fine di evidenziare la sua campagna.
Il 9 agosto 2013, il manifestante Martyn Judd è salito sul balcone dell'Hilton Birmingham Metropole Hotel per protestare contro quella che ha affermato essere l'ineguaglianza del trattamento dei padri nei casi giudiziari familiari durante una conferenza CAFCASS presso l'hotel.
L'8 gennaio 2014, Tim Haries è stato dichiarato colpevole di aver deturpato il ritratto della regina.
Il 5 febbraio 2014, Haries è stato condannato dal giudice McCreath alla Corte della Corona di Southwark a sei mesi di custodia.
Il 30 novembre 2015, due uomini coinvolti nel gruppo sono stati arrestati dopo alcune ore di permanenza sul tetto della Queens Gallery, una galleria d'arte sul terreno di Buckingham Palace.
Tre manifestanti di Fathers4Justice hanno preso d'assalto il palcoscenico di Loose Women della ITV urlando "No Kids No Cash", il 15 giugno 2016. Lo spettacolo è stato brevemente sospeso.
Nel 2020 il gruppo sale alla ribalta per aver utilizzato un fotomontaggio raffigurante l'immagine di Caroline Flack in una campagna per la sensibilizzazione sulla simmetria della violenza di genere con l'hashtag #AbuseHasNoGender.
Dopo il suicidio della Flack, il gruppo respingerà le accuse di mobbing che l'avrebbero indotta a compiere il gesto.

## Early Day Motion 210
Nel giugno 2013, George Galloway ha sponsorizzato la Shared Parenting Early Day Motion 210 nella Camera dei Comuni che ha menzionato Fathers4Justice:
The Early Day Motion ha attirato il sostegno politico tra partiti da parlamentari come David Blunkett, David Lammy, Gerald Kaufman, Frank Field, John Redwood, John Hemming e Caroline Lucas.
Tuttavia, nessuno dei firmatari dell'EDM, incluso George Galloway che lo ha sponsorizzato, ne ha effettivamente parlato nel dibattito finale sul disegno di legge Children & Families il 10 febbraio 2014, o ha obiettato all'emendamento 12, che ha "annacquato" il disegno di legge sulla genitorialità condivisa.
Ciononostante, i non firmatari dell'EDM, inclusi parlamentari criticati da Fathers4Justice come Caroline Nokes, hanno parlato a favore della genitorialità condivisa e hanno criticato l'emendamento, dicendo: "Sono stata eletta con la promessa di cercare una presunzione legale a favore di contatti condivisi, qualcosa che il disegno di legge ha raggiunto prima dell'emendamento, ma la clausola 11, come modificata, non garantirà ciò che abbiamo promesso. " Nokes ha anche affermato: "L'emendamento gioca a favore di genitori oppressivi che desiderano impedire a un bambino di avere una relazione significativa e permanente con un genitore assente, e ci riporta in una situazione di vincitori e perdenti".

## Critica
I membri del gruppo sono stati accusati di condurre attacchi intimidatori al fine di turbare il personale giudiziario, gli avvocati di famiglia e i parlamentari.
Durante le proteste al di fuori degli uffici del Servizio di consulenza e supporto del tribunale per l'infanzia e la famiglia (CAFCASS), i singoli operatori dei casi sono stati identificati per nome.
Un ufficio del CAFCASS è stato invaso dai membri di F4J, che arrestarono un impiegato. Non è noto alcun procedimento penale in merito.

## Nella cultura di massa
L'uso di acrobazie di alto profilo e dirompenti ha ottenuto una significativa copertura mediatica nel Regno Unito, ma gli obiettivi politici del gruppo non sono stati ancora raggiunti.
Il gruppo è stato accusato di non avere l'opportunità di modificare la legislazione quando ha rifiutato di presentare emendamenti al progetto di legge nel 2013.
Uno dei suoi obiettivi centrali - la rimozione del segreto intorno ai tribunali familiari - è oggetto di un dibattito politico attivo.
Nel 2006, la Court of Appeal ha stabilito un precedente che consente agli adulti di discutere casi segreti dopo che questi sono stati conclusi.
Ciò ha comportato una serie di scandali di alto profilo, principalmente per quanto riguarda l'adozione.
Nel febbraio 2009, il ministro della giustizia Jack Straw ha annunciato l'intenzione di invertire la sentenza.
In una sentenza storica nel settembre 2013, Sir James Munby, presidente della Divisione Famiglia dell'Alta Corte di giustizia in Inghilterra e Galles, ha parlato a sostegno di tribunali precedentemente "segreti" esposti al controllo pubblico, con un ordine che ha permesso a una famiglia i cui bambini erano stati rimossi per parlare pubblicamente del loro trattamento da parte di funzionari della sicurezza dei bambini.
Un risultato involontario della campagna F4J è stata l'esposizione di difetti di sicurezza a Buckingham Palace, con conseguenti inchieste o recensioni sulla sicurezza e presso la Camera dei Comuni.